# Avatar: l'últim mestre de l'aire
Avatar: l'últim mestre de l'aire (títol original en anglès Avatar: The Last Airbender) és una sèrie de televisió animada estatunidenca produïda per la cadena televisiva Nickelodeon als seus estudis d'animació de Burbank (Califòrnia). La sèrie va ser creada per Michael Dante DiMartino i Bryan Konietzko, els quals també en van ser els productors executius, al costat d'Aaron Ehasz. Fou estrenada el 21 de febrer del 2005 i finalitzà el 19 de juliol de 2008 als Estats Units. Va aconseguir molta popularitat i bones crítiques, amb un màxim de 9,3 milions d'espectadors. Per aquest motiu, el 21 de juliol de 2010, la presidenta de Nickelodeon anuncià la producció d'una sèrie derivada que es titularia Avatar, la llegenda de la Korra, i que es va emetre entre el 2012 i el 2014.
El K3 estrenà la sèrie doblada al català el 31 de desembre del 2007. El 18 de setembre del 2018 es va anunciar una sèrie d'imatge real per a Netflix, que es començaria a produir l'any 2019.

## Història
La història tracta sobre les 4 Nacions: les Tribus de l'Aigua, el Regne de la Terra, la Nació del Foc i els Nòmades de l'Aire. En cada nació, hi ha una sèrie de persones que són capaces de dominar l'element que dona nom a la seva nació, són els anomenats Mestres. Durant cent anys, la Nació del Foc ha encapçalat una guerra per dominar les altres nacions i sotmetre-les. Per aconseguir-ho, la Nació del Foc segresta, mata, o sotmet els Mestres de cada lloc perquè la població no es pugui defensar. Només l'Avatar té el poder per restablir l'harmonia entre les quatre nacions, ja que és l'única persona capaç de dominar els quatre elements. Tot i això, durant aquests cent anys l'Avatar va desaparèixer i la Nació del Foc està a punt de guanyar la guerra. Tot va canviar, però, quan la Katara, l'única Mestra de l'Aigua de la Tribu de l'Aigua del Sud, juntament amb el seu germà Sokka troben l'Aang, l'últim Mestre de l'Aire i Avatar congelat amb el seu bisó volador, l'Appa, en un iceberg. Junts, recorreran tot el món a la recerca de mestres perquè l'Aang pugui aprendre tots els elements i finalment complir el seu destí: acabar la guerra.

## Personatges
- Aang (Zach Tyler Eisen) és el protagonista de la sèrie, de 12 anys. Havia estat congelat en el gel amb el seu bisó volador, Appa, durant més de 100 anys. N'és alliberat per una jove mestra de l'aigua anomenada Katara, de la qual el protagonista s'enamora després.
- Katara és una jove mestra de l'aigua, l'última del seu poblat. Ella i el seu germà Sokka a l'inici de la sèrie alliberen a l'Aang.
- Sokka és el germà gran de la Katara i un guerrer de la tribu de l'aigua del sud.

- Zuko (Dante Basco) el príncep exiliat de 16 anys de la Nació del Foc i l'antagonista original de la sèrie. És decidit, de caràcter fort, que no mostra debilitat, però una vegada se'l coneix, mostra el seu costat més sensible (sobretot en la tercera temporada). És de complexió prima, però forta pel seu entrenament, i té la pell clara, tot i que el seu aspecte canvia molt sovint.

- Azula (Grey DeLisle) és la princesa manipuladora de 14 anys de la Nació del Foc. Ella és la germana menor de Zuko i un dels principals antagonistes de la sèrie. L'Azula és un prodigi del domini del foc i és un dels pocs mestres de foc en vida capaços d'emetre llampecs. Fa servir la por per a controlar als seus familiars i les seves amigues Mai i Ty Lee, reservant la seva lleialtat filial només al seu pare.

- Suki (Jennie Kwan) és la líder de les joves (i només dones) Guerreres de Kyoshi. Ella és una lluitadora excepcionalment qualificada i una ferma aliada dels protagonistes. Fou empresonada per la Nació del Foc després que les Guerreres de Kyoshi van ser derrotades per l'Azula, però finalment va ser alliberada per en Sokka, en Zuko, en Hakoda i en Chit-Sang. Ella es va quedar amb els protagonistes a partir de llavors i va lluitar junt amb la Toph i en Sokka per desactivar la força aèria de la Nació del Foc. Ella és un dels amors d'en Sokka.

- Iroh (Mako Iwamatsu en les dues temporades primeres temporades; Greg Baldwin en la tercera temporada) és un general retirat de la Nació del Foc, conegut per ser el Drac de l'Oest, i l'oncle i mentor del Príncep Zuko. Iroh era l'hereu original del tron de la Nació del Foc fins que el seu germà va usurpar el tron després de la mort del Senyor del Foc Azulon.[4] Iroh va poder haver estat menys disposat a prendre el tron a causa de la mort el seu fill Ru Ten en batalla. El pesar d'Iroh el va allunyar del poder com de capturar i ocupar la ciutat del Regne de la Terra, Ba Sing Se. Iroh és un tipus alegre, optimista, un vell excèntric amant del te; però, tot i això, continua sent un poderós guerrer i un pare devot i substitut per en Zuko. Iroh és un Gran Mestre de l'Orde del Lotus Blanc, una societat secreta d'homes de totes les nacions que ajuda a recuperar Ba Sing Se durant la final de la sèrie. A diferència dels usuaris del Foc, Iroh no usa la ira com la font de la seva força; en lloc d'això utilitza les habilitats originals del domini del foc extretes dels dracs.

- Mai (Cricket Leigh)[5] és l'estimada de Zuko i l'amiga de Ty Lee i d'Azula, experta en el llançament de ganivets. Mai és molt freda durant la sèrie, però li va declarar a Azula que estimava Zuko.

- Ty Lee (Olivia Hack)[6] és una acròbata de circ i l'amiga de Mai i Azula.

- Ozai (Mark Hamill) és el pare de Zuko i Azula, el germà menor d'Iroh, i el governant de la Nació del Foc com el Senyor del Foc. Tot i que és el principal antagonista de la sèrie, té un paper molt secundari durant les dues primeres temporades. El seu rostre no es fa visible fins al primer episodi del Llibre 3.

## Episodis
La sèrie consta de 61 episodis, dividits en tres temporades, anomenades "llibres", que prenen el nom dels tres elements que l'Aang ha d'aprendre a dominar: Aigua, Terra i Foc.
|              | Temporades           | Episodis | Any d'emissió                                   | Any d'emissió                                  |
| Estats Units | Temporades           | Episodis | Catalunya                                       |                                                |
| ------------ | -------------------- | -------- | ----------------------------------------------- | ---------------------------------------------- |
|              | Llibre Primer: Aigua | 1-20     | 21 de febrer del 2005 a 2 de desembre del 2005  | 31 de desembre del 2007 a 25 de gener de 2008  |
|              | Llibre Segon: Terra  | 21-40    | 17 de març del 2006 a 1 de desembre del 2006    | 28 de gener de 2008 a 22 de febrer de 2008     |
|              | Llibre Tercer: Foc   | 41-61    | 21 de setembre del 2007 a 19 de juliol del 2008 | 15 de setembre del 2008 a 13 d'octubre de 2008 |

## Doblatge al català
Aquest és el repartiment del doblatge al català:
| Nom personatge | Veu original en anglès     | Veu doblatge al català              |
| -------------- | -------------------------- | ----------------------------------- |
| Aang           | Zach Tyler                 | Anna Orra                           |
| Katara         | Mae Whitman                | Berta Cortés                        |
| Sokka          | Jack Desena                | Carles Lladó                        |
| Toph           | Jessie Flower              | Iris Lago                           |
| Suki           | Jennie Kwan                | Marta Ullod                         |
| Zuko           | Dante Basco                | Álex de Porrata Carmen Ambrós (nen) |
| Iroh           | Mako Iwamatsu/Greg Baldwin | Federic Menescal                    |
| Ozai           | Mark Hamill                | Norbert Ibero                       |
| Azula          | Grey Delisle               | Mònica Padrós                       |
| Ty Lee         | Olivia Hack                | Meritxell Sota                      |
| Mai            | Cricket Leigh              | Carmen Ambrós                       |
| Jet            | Crawford Wilson            | Aleix Estadella                     |